# The Great Atlantic and Pacific Tea Company
A&P, voll ausgeschrieben The Great Atlantic and Pacific Tea Company, war ein Lebensmittelunternehmen, das Supermarktketten in den USA und Kanada betrieb. Der Sitz befand sich in Montvale, New Jersey.

## Entstehung

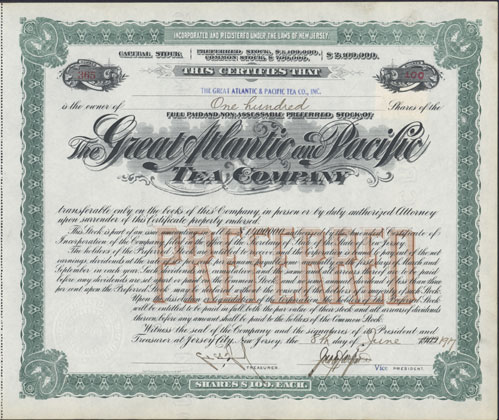
Vorzugsaktie der Great Atlantic and Pacific Tea Company vom 8. Juni 1917

1859 gründeten George Huntington Hartford und George Gilman in New York City die The Great American Tea Company, um von Frachtschiffen gelieferten Tee in den Handel zu bringen. Der Verkauf wurde zunächst über einen Versandhandel abgewickelt, erste stationäre Einzelhandelsgeschäfte eröffneten in den 1860ern. 1870 änderte man den Firmennamen in The Great Atlantic and Pacific Tea Company. In den nächsten Jahren wurde das Geschäft immer weiter ausgedehnt, 1881 gab es A&P-Läden bis westlich in Saint Paul (Minnesota) und bis südlich in Norfolk (Virginia). Bald waren auch Kaffee, Gewürze und Backaromen im Angebot. 1900 wurde das Unternehmen mit nun fast 200 Läden als Kapitalgesellschaft eingetragen. 25 Jahre später war A&P mit etwa 14.000 „economy stores“ die größte Lebensmittelkette in den USA; in den 1930ern wurden erste Läden in Kanada eröffnet. Auf dem Höhepunkt der Entwicklung um 1935 betrieb A&P etwa 16.000 Läden mit einem Gesamtumsatz von etwa einer Milliarde Dollar. Die Marktmacht, die A&P vor allem auf die Lieferanten ausübte, wurde schließlich per Gesetz beschränkt.
1936 eröffnete der erste der A&P-Supermärkte, die seitdem langsam die kleineren Läden verdrängten.

## A&P ab den 1970er-Jahren
Nach dem Tod des exzentrischen Geschäftsführers Ralph Berger 1969 gab A&P die Verkaufsstellen im Mittleren Westen auf und konzentrierte sich nunmehr allein auf die Ostküste. A&P war zu diesem Zeitpunkt die größte Lebensmittelkette in den USA mit mehr als doppelt so viel Umsatz wie der größte Konkurrent Safeway. 1973 fiel A&P bereits hinter Safeway zurück und rangierte 1978 schließlich nur noch auf Rang drei hinter Kroger.
Als der Aktienpreis Ende der 1970er-Jahre dramatisch abfiel, stieg die deutsche Unternehmensgruppe Tengelmann bei A&P ein und erlangte kurze Zeit später die Aktienmehrheit. In den 1980ern übernahm das Unternehmen eine Reihe von kleineren Lebensmittelketten wie beispielsweise Kohl’s Food Stores (1983, verkauft 2003) in Wisconsin, Shopwell und Waldbaum's (1986) in New York sowie Farmer Jack (1989) in Michigan. Viele der Ketten wurden unter den alten Namen weiterbetrieben und es kamen weitere Läden wie Super Fresh und The Food Emporium sowie Dominion in Kanada hinzu.
Seit dem Verkauf der kanadischen Niederlassung im Jahr 2005 war A&P nur noch in den USA mit etwa 435 Läden vertreten. Zuletzt gab es etwa 48.000 Mitarbeiter bei einem Jahresumsatz von etwa 8 Milliarden US-Dollar.
Nach einem Verlust von 143 Mio. US-Dollar im Vorjahr wurde das Geschäftsjahr 2009/2010 mit einem Verlust von 857 Mio. US-Dollar abgeschlossen. Daher musste am 12. Dezember 2010 Insolvenz nach Chapter 11 beantragt werden. Dieses Verfahren konnte im ersten Quartal 2012 abgeschlossen werden. Gleichzeitig endete die Mehrheitsbeteiligung der Unternehmensgruppe Tengelmann an A&P. Am 19. Juli 2015 beantragte A&P erneut ein Insolvenzverfahren nach Chapter 11. Am 25. November 2015 wurden die Supermärkte geschlossen.

## A&P in Deutschland
Die deutsche Supermarktkette Kaiser’s Tengelmann verkaufte Discountprodukte unter der Marke "A&P - Attraktiv und Preiswert". Dafür wurde das (damalige) Logo der Great Atlantic and Pacific Tea Company bis Ende der 2000er-Jahre unverändert verwendet, seither in einer etwas abgewandelten Form. Ab dem Jahr 2015 wurden die Produkte sukzessive auf die Discountmarke "Jeden Tag" der Einkaufsgesellschaft Markant AG umgestellt.

## Eigenmarken
A&P produzierte eine Zeit lang in eigenen Fabriken eine umfangreiche Palette an Nahrungsmittelprodukten und Haushaltswaren, die vorrangig unter den Labels Ann Page und A&P angeboten wurden. Nachdem man sich in den 1970ern und 1980ern weitgehend aus der Herstellung zurückgezogen hatte, wurden wieder eine Reihe von Nahrungsmittel unter Privatmarken wie America’s Choice und Master Choice vertrieben. Die seit Anbeginn zum Unternehmen gehörende Kaffeemarke Eight O’Clock Coffee wurde 2003 verkauft.